# Prismă octagramică
În geometrie prisma octagramică face parte dintr-o familie infinită de prime neconvexe. Are 10 fețe, dintre care 8 fețe laterale pătrate și două baze octagramice regulate, 24 de laturi și 16 vârfuri.  Având 10 fețe, este un tip de decaedru. Topologic este identică cu prisma octogonală.

## Ca poliedru semiregulat (sau uniform)
Dacă fețele sunt toate regulate, prisma octagramică este un poliedru semiregulat, mai general, un poliedru uniform cu simbolul uniform U78d, fiind a patra într-un set infinit de prisme formate din fețe laterale pătrate și două baze poligoane stelate regulate. Poate fi văzut ca produsul cartezian al unei octagrame regulate și al unui segment, și reprezentat prin produsul {8/3}×{}.
De observat în modelul 3D din casetă că baza octagramică are un interior ambiguu deoarece laturile sale se autointersectează. În jurul nucleului octogonal central se află opt zone triunghiulare care pot fi considerate interior sau exterior, în funcție de modul în care este definit interiorul. O definiție a interiorului unui poligon este mulțimea de puncte din care o rază pentru a ieși din perimetru traversează laturile poligonului de un număr impar de ori, caz în care aceste opt zone sunt considerate exterior al octagramei. Cealaltă definiție (uzuală) urmărește frontiera octagramei, în formă de hexadecagon concav, caz în care toate zonele sunt octagramei sunt considerate interior.

## Simetrie
Grupul de simetrie al unei prisme decagramice drepte este D8h de ordinul 32. Grupul de rotație este D8 de ordinul 16.

## Mărimi asociate

### Coordonate carteziene
Coordonatele carteziene ale vârfurilor unei prisme octagramice cu lungimea tuturor laturilor egală cu 1 sunt:
{\displaystyle \left(\pm {\frac {1}{2}},\,\pm {\frac {{\sqrt {2}}-1}{2}},\,\pm {\frac {1}{2}}\right),}
{\displaystyle \left(\pm {\frac {{\sqrt {2}}-1}{2}},\,\pm {\frac {1}{2}},\,\pm {\frac {1}{2}}\right).}

### Raza sferei circumscrise
Raza sferei circumscrise pentru lungimea laturilor a (care sunt toate egale) este:
{\displaystyle R={\frac {\sqrt {5-2{\sqrt {2}}}}{2}}\,a\approx 0,736813\,a.}

### Arie și volum

Lungimile diferitelor segmente ale unei octagrame pentru latura = 1

Ca la toate prismele, aria totală A este de două ori aria bazei (Ab) plus aria laterală, iar volumul V este produsul dintre aria bazei și înălțimea (distanța dintre planele celor două baze) h.
Aria bazei este aria octagramei regulate {8/3} pentru lungimea laturii a este:
{\displaystyle A_{b}=(6{\sqrt {2}}-8)\,a^{2}\approx 0,485281~a^{2}}
Perimetrul bazei este suma segmentelor de pe frontiera bazei, adică (v. figura alăturată):
{\displaystyle P=8(2-{\sqrt {2}})\,a.}
Pentru a = 1, perimetrul bazei este ≈4,686292.
Aria laterală a prismei cu înălțimea de lungime h este:

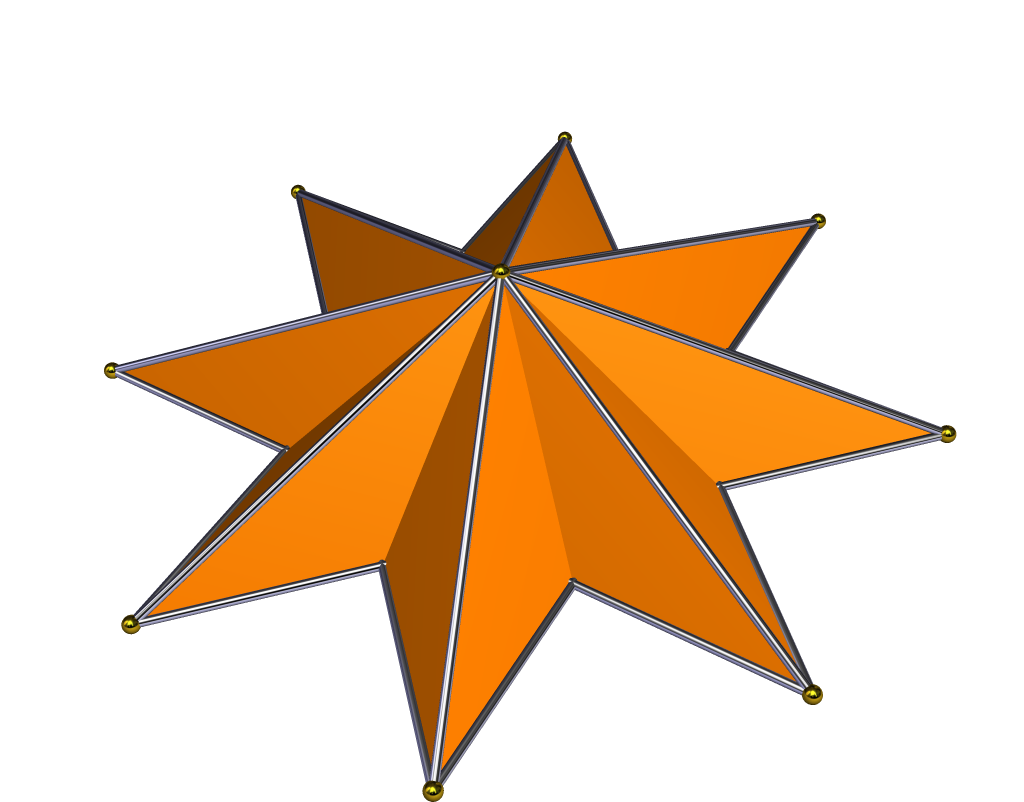
Dual: bipiramidă octagramică

{\displaystyle A_{lat}=Ph,}
iar aria totală este:
{\displaystyle A=2A_{b}+A_{lat}}
Pentru a = 1 și h = 1 aria totală este ≈ 5,656855
Volumul este:
{\displaystyle V=A_{b}h.}
Pentru a = 1 și h = 1 volumul este ≈0,485281.

## Poliedru dual
Poliedrul dual al prismei octagramice este bipiramida octagramică.